# Malmøya
Malmøya er en godt 60 hektar stor ø som ligger i Bunnefjorden i den østlige  del af den  Indre Oslofjord), cirka 8 km syd for Oslo centrum og lige vest for Ulvøya i Oslo kommune. 
Øen blev i år 1307 givet til Mariakirken af fru Jartrud, og tilhørte kirken frem til reformationen. Tidligt i 1800-tallet blev øen udstykket til landsteder for byens fornemste familier. I 1888 var her 62 ejendomme, og lige før anden verdenskrig var det blevet 141 ejendomme. I dag er der ca. 180 husstande på øen. 

## Veje og virksomheder
Fast vejforbindelse kom i 1966 med bro over Malmøysundet til Ormøya; før dette var der færge over sundet. På denne tid var der  planer om at udvide Oslo havn på nord- og vestsiden af Malmøya, og broen er derfor dimensioneret væsentlig kraftigere end vejene på begge sider. Malmøya har private veje, ejet og vedligeholdt af Malmøya Veilag. Vejene er smalle og parkering er stort set forbudt på hele øen. Man kommer til Malmøya med bus 85 fra Jernbanetorget.
Oslo kommune driver campingpladsen Solvik, der er reserveret for fysisk handicappede, på øens  sydvestside, ved sundet mod Malmøykalven. Der er dagligvarebutik ved Malmøysundet. Derudover  er der to marinaer. Ormsund Roklub og Bundefjorden Seilforening har lokaler på sydøstsiden af øen. Skinnerbugten på øens vestside er en yndet ankringsplads, stille og vestvendt, med en offentlig badeplads på sydsiden.

## Naturfredning
Den 2. november 1979 blev der på og ved Malmøya fredet 7 adskilte områder som naturminder og dyrefredningsområde. Hensigten var i første række at beskytte geologiske forekomster, kalkfyrreskov og fugleliv, da øen har stor værdi som raste-, fouragering- og yngleområde for havfugle. Fire af områderne blev senere samlet til et og fredet som naturreservat den 27.6.2008.
Fra da er følgende områder fredet:
1. Malmøya og Malmøykalven naturreservat (510 da)[3]
2. Kaninøya naturreservat (23 da)[4]
3. Malmøya Brygge naturminne (4 da)[5]
4. Nordre Malmøya naturreservat (26 da)[6]

## Geologi
Malmøya og de andre øer i Oslofjorden tilhører Oslofeltet med sedimentære bjergarter fra kambrosilurtiden. Dertil er der  vulkanske lavaer og intrusiver fra permtiden. I de sedimentære bjergarter findes fossiler af armfødder, trilobitter, koraller, blæksprutter og graptolitter. 
I permtiden pressede vulkansk lava sig op gennem de ældre bjergarter  i jordskorpen. Rombeporfyr og basalt er smeltemasser som har strømmet ud på overfladen, mens granit er smeltemasse som størknede længere nede i jordskorpen. Striber i overfladen på klipperne er orienteret nordvest-sydøst og er dannet af isens bevægelser i slutningen af sidste istid for noget mere end 10.000 år siden.

## Eksterne kilder og henvisninger
1. 1 2  Larsen, Hjalmar T. (1939). Øyer og strender i Oslofjorden. Vol. III. Oslo: Blix Forlag. s. 64.
2. ↑  Verneområder i Oslo sortert på kommuner. Naturbase. Direktoratet for Naturforvaltning Arkiveret 11. juni 2008 hos  Wayback Machine. Besøgt 29. maj 2010
3. ↑  Malmøya og Malmøykalven på Miljødirektoratets netsted Naturbase
4. ↑  Kaninøya Naturbase
5. ↑  Malmøya brygge Naturbase
6. ↑  Nordre Malmøya Naturbase

- Malmøyas hjemmeside Arkiveret 25. oktober 2020 hos  Wayback Machine
- Kort presentation af Malmøya med kort og billeder

59°52′0″N 10°45′30″Ø / 59.86667°N 10.75833°Ø